# تشينيدو إيكيديزي
تشينيدو إيكيديزي، (من مواليد 12 ديسمبر 1977 في بيندي، بولاية أبيا، بنيجيريا) هو ممثل نيجيري ورجل أعمال ومستثمر. اشتهر بالظهور جنبًا إلى جنب مع أوسيتا أهييم في غالبية الأفلام بعد ظهورهما كثنائي في فيلم "أكي نا أوكوا" لعام 2002. وقد ظهر في أكثر من 150 فيلمًا في مهنة امتدت لأكثر من 20 عامًا. لعب دور طفل في معظم أفلامه خلال حياته المهنية المبكرة بسبب وضعه ومظهره الجسدي. اشتهر باسم آكي لأدائه في فيلم «أكي نا أوكوا». وفي عام 2011، تزوج من مصممة الأزياء نيوما نويجة وأنجب الزوجان طفلهما الأول عام 2012.

## حياته المهنية
تابع تشينيدو تعليمه الابتدائي والثانوي في أبا بولاية أبيا. بعد الانتهاء من تعليمه الثانوي حصل على الدبلوم الوطني العالي في فنون المسرح وشهادة في الاتصال الجماهيري من معهد الإدارة والتكنولوجيا. بعد الانتهاء من دراسته في معهد الإدارة والتكنولوجيا أراد في البداية أن يصبح محامياً لكنه واصل مسيرته المهنية في التمثيل السينمائي في عام 1998 وظهر في البداية في أدوار صغيرة. عمل لأول مرة في دور ثانوي في فيلم «رجال أشرار» عام 1998، ثم التحق بأكاديمية نيويورك السينمائية المرموقة عام 2004.

### التعاون مع أوسيتا أهييم

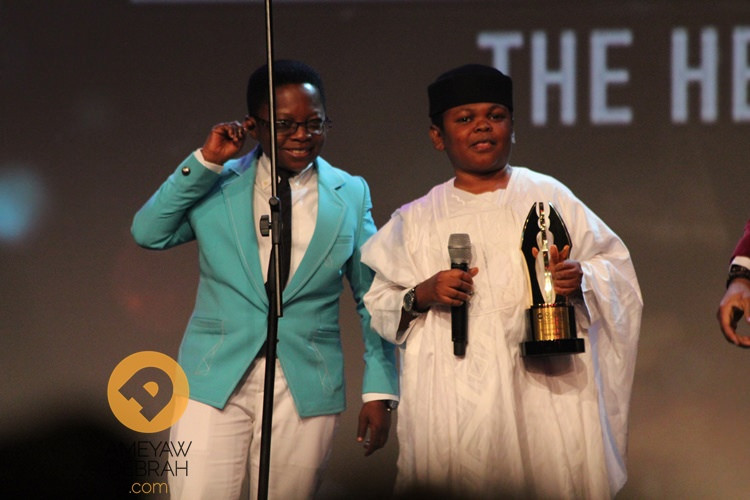
آكي وباو باو

دخل صناعة نوليوود في عام 2000 وصعد إلى الصدارة في عام 2002 في فيلم «أكي نا أوكوا» حيث لعب دور «أكي» جنبًا إلى جنب مع الممثل القزم أوسيتا أهييم. أطلق على الثنائي اسم «آكي باو باو» (2002)، وظهرا بعده معا في عدة أفلام في الأدوار الرئيسية، ويتجه الثنائي (أوسيتا خاصة ) منذ عام 2019  إلى إنتاج الميمات منذ عام 2019 في تويتر ومنصات التواصل الاجتماعي الأخرى. أُدرج أوسيتا كواحد من أغنى الممثلين في نيجيريا.

## تكريم
في عام 2007، حصل تشينيدو على جائزة «إنجاز الحياة» في حفل توزيع جوائز أكاديمية الأفلام الأفريقية. كما تم تكريمه بمنحه وسام الجمهورية الفيدرالية الذي منحه الرئيس النيجيري آنذاك جودلاك جوناثان لمساهماته الهائلة في نوليوود والنمو الاقتصادي للبلاد.